# Färöischer Fußballpokal 1987
Der Färöische Fußballpokal 1987 fand zwischen dem 12. April und 19. August 1987 statt und war die 33. Austragung des Pokalwettbewerbs. In der Wiederholung des Endspiels, welches jeweils im Gundadalur-Stadion in Tórshavn auf Kunstrasen ausgetragen wurde, siegte HB Tórshavn mit 3:0 gegen ÍF Fuglafjørður und konnte den Pokal somit zum 20. Mal gewinnen.
HB Tórshavn belegte in der Meisterschaft den zweiten Platz. Mit ÍF Fuglafjørður spielte zum dritten Mal ein Zweitligist im Finale. Dies schafften bisher nur NSÍ Runavík 1980 und Royn Hvalba 1983. Titelverteidiger NSÍ Runavík schied hingegen in der 2. Runde aus.

## Teilnehmer
Teilnahmeberechtigt waren folgende 22 A-Mannschaften der vier färöischen Ligen:
| 1. Deild                                                                                | 2. Deild                                                                                        | 3./4. Deild                                                               |
| B68 Toftir GÍ Gøta HB Tórshavn KÍ Klaksvík LÍF Leirvík NSÍ Runavík TB Tvøroyri VB Vágur | B36 Tórshavn B71 Sandur EB Eiði ÍF Fuglafjørður MB Miðvágur Royn Hvalba SÍ Sumba SÍF Sandavágur | AB Argir Fram Tórshavn ÍF Streymur SÍ Sørvágur Skála ÍF Stranda Bóltfelag |

## Modus
Elf ausgeloste Mannschaften waren für die 2. Runde gesetzt. Die verbliebenen Teams spielten in zwei Runden die restlichen fünf Teilnehmer aus. Alle Runden wurden im K.-o.-System ausgetragen.

## Qualifikationsrunde
Die Partie der Qualifikationsrunde fand am 12. April statt.
|             | Ergebnis |                   |
| ----------- | -------- | ----------------- |
| HB Tórshavn | 1w/o 1   | Stranda Bóltfelag |

## 1. Runde
Die Partien der 1. Runde fanden am 20. und 22. April statt.
|             | Ergebnis     |                |
| ----------- | ------------ | -------------- |
| GÍ Gøta     | 6:3 (-:-)    | MB Miðvágur    |
| HB Tórshavn | 9:0 (3:0)    | Skála ÍF       |
| KÍ Klaksvík | 6:0 (-:-)    | AB Argir       |
| SÍ Sørvágur | 1:3 (-:-)    | TB Tvøroyri    |
| EB Eiði     | 12:1 (-:-) 1 | SÍF Sandavágur |

## 2. Runde
Die Partien der 2. Runde fanden zwischen dem 28. und 31. Mai statt.
|               | Ergebnis                         |                 |
| ------------- | -------------------------------- | --------------- |
| B36 Tórshavn  | 4:2 (-:-)                        | KÍ Klaksvík     |
| B68 Toftir    | 3:3 n. V. (1:2, 3:3) (3:1 i. E.) | GÍ Gøta         |
| EB Eiði       | 2:2 n. V. (2:1, 2:2) (2:3 i. E.) | ÍF Streymur     |
| HB Tórshavn   | 6:0 (2:0)                        | VB Vágur        |
| NSÍ Runavík   | 0:2 (0:1)                        | ÍF Fuglafjørður |
| TB Tvøroyri   | 4:1 (0:0)                        | LÍF Leirvík     |
| Royn Hvalba   | 19:3 (-:-) 1                     | SÍ Sumba        |
| Fram Tórshavn | 11:4 (-:-) 2                     | B71 Sandur      |

## Viertelfinale
Die Viertelfinalpartien fanden am 5. und 8. Juni statt.
|              | Ergebnis     |                 |
| ------------ | ------------ | --------------- |
| TB Tvøroyri  | 11:0 (-:-) 1 | Royn Hvalba     |
| B36 Tórshavn | 5:0 (1:0)    | B68 Toftir      |
| B71 Sandur   | 0:1 (0:0)    | HB Tórshavn     |
| ÍF Streymur  | 0:3 (-:-)    | ÍF Fuglafjørður |

## Halbfinale
Die Hinspiele im Halbfinale fanden am 27. Juni und 5. Juli statt, die Rückspiele am 12. Juli.
|                 | Gesamt |              | Hinspiel  | Rückspiel |
| --------------- | ------ | ------------ | --------- | --------- |
| ÍF Fuglafjørður | 3:2    | B36 Tórshavn | 3:0 (?:?) | 0:2 (0:1) |
| HB Tórshavn     | 2:1    | TB Tvøroyri  | 2:0 (1:0) | 0:1 (0:1) |

## Finale
Das erste Finalspiel fand am 2. August statt. Da dieses nach 90 Minuten unentschieden stand, wurde ein Wiederholungsspiel für den 19. August angesetzt.

### 1. Spiel
| Paarung         | HB Tórshavn – ÍF Fuglafjørður |
| Ergebnis        | 2:2 (0:0) |
| Datum           | 2. August 1987 |
| Stadion         | Gundadalur, Tórshavn |
| Schiedsrichter  | Jákup Fr. Joensen (Norðragøta) |
| Tore            | 0:1 Margar Hansen (60.) 1:1 Kári Nielsen 2:1 Bjarni Jakobsen 2:2 Margar Hansen |
| HB Tórshavn     | Andreas F. Hansen – Heðin Joensen, Heðin Askham, Jóannes Jakobsen , Jan Dam, Julian Hansen, Niels Pauli Jacobsen – Bjarni Jakobsen, Rói Árting, Kári Reynheim – Kári Nielsen Cheftrainer: Jóhan Nielsen                                     |
| ÍF Fuglafjørður | Páll Guðlaugsson – Kjartan Hentze, Torkil Hansen, Kristian Petersen , Bogi Lervig, Ólavur Christiansen, Steven John Comer – Gordon Martin Midjord, Margar Hansen, Birgir Thomsen – Ólavur Ellingsgaard Cheftrainer: Bobby Bolton ( England) |
| Gelbe Karten    | Julian Hansen – keine |
| Besonderheiten  | Niels Pauli Jacobsen (HB Tórshavn) verschießt einen Elfmeter. |

### Wiederholungsspiel
| Paarung         | HB Tórshavn – ÍF Fuglafjørður |
| Ergebnis        | 3:0 (1:0) |
| Datum           | 19. August 1987 |
| Stadion         | Gundadalur, Tórshavn |
| Schiedsrichter  | Jákup Fr. Joensen (Norðragøta) |
| Tore            | 1:0 Bjarni Jakobsen 2:0 Julian Hansen 3:0 Kári Reynheim |
| HB Tórshavn     | Andreas F. Hansen – Heðin Askham, Jóannes Jakobsen , Jan Dam, Julian Hansen, Niels Pauli Jacobsen – Bjarni Jakobsen, Høgni í Stórustovu, Rói Árting, Kári Reynheim – Kári Nielsen Cheftrainer: Jóhan Nielsen                                    |
| ÍF Fuglafjørður | Páll Guðlaugsson – Torkil Hansen, Kristian Petersen , Bogi Lervig, Ólavur Christiansen, Steven John Comer – Gordon Martin Midjord, Margar Hansen, Birgir Thomsen – Ólavur Ellingsgaard, Peter William Lowe Cheftrainer: Bobby Bolton ( England) |